# Catarina Amália, Princesa de Orange
Catarina Amália Beatriz Carmem Vitória (neerlandês: Catharina-Amalia Beatrix Carmen Victoria; Haia, 7 de dezembro de 2003) é a herdeira aparente do trono do Reino dos Países Baixos, que consiste nos países constituintes de Aruba, Curaçau, Holanda e São Martinho. Catharina-Amália é a filha mais velha do rei Guilherme Alexandre e da rainha Máxima. Ela tem duas irmãs mais novas, a princesa Alexia (nascida em 2005) e a princesa Ariane (nascida em 2007), e vive com a família no Palácio de Huis ten Bosch, localizado na cidade de Haia. Ela se tornou herdeira aparente quando seu pai ascendeu ao trono em 30 de abril de 2013. Ela é popularmente chamada apenas de Amália.

## Nascimento
Catarina Amália nasceu no Bronovo Hospital, localizado na cidade de Haia, às 17h01 (horário local), no dia 07 de dezembro de 2003, sendo a primeira filha do até então príncipe herdeiro Guilherme Alexandre da sua esposa, a princesa Máxima. Na ocasião pesava 3,31kg e media 52 centímetros.
O trabalho de parto demorou oito horas. Depois do anúncio de seu nascimento, foram disparados 101 tiros em quatro lugares do Reino dos Países Baixos: Den Helder e Haia, na Holanda; Antilhas Neerlandesas e em Oranjestad, em Aruba.

## Batismo
Em 12 de junho de 2004, Catarina-Amália foi batizada pelo reverendo Carel ter Linden, na Grote Kerk (em português: Grande Igreja), localizado na cidade de Haia. Os seus padrinhos são o príncipe Constantino (seu tio paterno), a princesa Vitória, Princesa Herdeira da Suécia, Herman Tjeenk Willink (vice-presidente do Conselho de Estado dos Países Baixos), Samantha Deane (amiga de sua mãe), Martín Zorreguieta (seu tio materno) e Marc ter Haar (amigo de seu pai).
O seu nome foi escolhido como homenagem a antepassados e a suas avós:
- Catarina: um nome tradicional na realeza holandesa, provavelmente originado de Catarina Pavlovna da Rússia, que foi a primeira sogra de Guilherme III dos Países Baixos;
- Amália: um nome comum na Casa de Orange-Nassau, provavelmente baseado no de Henriqueta Amália de Anhalt-Dessau, esposa de Henrique Casimiro II de Nassau-Dietz; no de Amélia de Anhalt-Dessau, mãe de João Guilherme Friso, Príncipe de Orange, ou no da filha deste, Ana Carlota Amália Friso;
- Beatriz: em homenagem à sua avó paterna a ex-rainha e agora princesa Beatriz dos Países Baixos;
- Carmen: em homenagem à sua avó materna, María del Carmen Cerruti Carricart;

- Vitoria: em homenagem à sua madrinha de batismo, a princesa herdeira Victória da Suécia.

## Educação
Em 10 de dezembro de 2007, começou a estudar na escola pública de Bloemcampschool, localizada em Wassenaar. Esta é a mesma escola onde estudaram suas irmãs mais novas, as princesas Alexia e Ariana.
Em 2015, a princesa iniciou o ensino secundário no Gymnasium Sorghvlietem Haia e após concluir os estudos secundários "com louvor" em 2021, decidiu tirar um ano sabático.
O seu idioma nativo é o neerlandês, mas ela também fala fluentemente inglês e espanhol.
Em 2020, foi revelado que ela havia passado algum tempo trabalhando em um bar para aprender a ver a realidade de vida de outras pessoas.
Em maio de 2022, foi anunciado através do instagram da família real holandesa que a princesa Amália começaria em setembro do mesmo ano sua licenciatura em Política, Psicologia, Direito e Economia na Universidade de Amesterdão, na Holanda. No dia 6 de setembro, ela de fato começou os seus estudos. 

## Lazer e interesses
Amália tem interesses também em esportes, como esqui e hóquei, e normalmente passa suas férias de inverno ao lado da sua família esquiando na cidade de Lech am Arlberg, na Áustria.
Em 2021, pouco antes de seu aniversário de 18 anos, para cumprir a tradição, uma biografia chamada Amália foi publicada, onde a princesa revelou que gostava de cavalos e que àquela época não se sentia preparada para ser rainha.

## Princesa Herdeira dos Países Baixos
Em 30 de abril de 2013, a Princesa Catarina-Amália se tornou oficialmente a nova princesa herdeira aparente quando seu pai assumiu o trono do Reino dos Países Baixos.
Devido a isso, a princesa Amália dos Países Baixos se tornou uma das poucas princesas herdeiras-aparentes diretas atuais da Europa, que por lei não perde a sua posição mesmo se ganhar um irmão varão caçula; as outras são a sua própria madrinha de batismo, Victória, Princesa Herdeira da Suécia, a princesa Estelle da Suécia (primeira filha de Victória) e a também a princesa Ingrid Alexandra da Noruega.
A 10 de dezembro de 2024, foi agraciada com o grau de Grã-Cruz da Ordem Militar de Cristo, de Portugal.

## Aparições públicas
Apesar de todo cuidado da Casa Real Holandesa para não expor em demasiado Amália e suas duas irmãs, o que já rendeu processos judiciais à imprensa holandesa, anualmente a família realiza uma ou outra sessão fotográfica oficial.
Todos os anos, a princesa Catarina-Amália, ao lado dos pais, irmãs e outros membros da família real holandesa passa alguns dias das férias de inverno praticando esqui pelos Alpes Suíços, onde fazem uma sessão fotográfica oficial com os repórteres.
Em 19 de junho de 2010, a princesa Catarina-Amália foi uma das damas de honra de sua madrinha Victória, Princesa Herdeira da Suécia no casamento com Daniel Westling.
Com frequência, a princesa Catarina-Amália, ao lado das suas irmãs as princesas Alexia e Ariana também costumam participar de alguns eventos oficiais públicos ao lado dos outros membros da Casa Real Holandesa, como o Dia do Rei.

### Polêmica
No verão de 2020, após a tradicional sessão fotográfica, a versão argentina da revista Caras estampou na capa uma foto de Amália chamando-a de plus size, o que mereceu o repúdio da Casa Real e do público em geral. A editora da revista pediu desculpas dias depois.

## Funções
Desde que completou 18 anos, para cumprir a Constituição, Amália é membro do Conselho de Estado e da Divisão de Aconselhamento.

## Títulos, estilos e honrarias
- 07 de dezembro de 2003 - 30 de abril de 2013: Sua Alteza Real, a Princesa Catarina Amália dos Países Baixos, Princesa de Orange-Nassau
- 30 de abril de 2013 - presente: Sua Alteza Real, a Princesa de Orange
- 07 de dezembro de 2021: Dama da Grande Cruz na Ordem do Leão da Holanda
- 07 de dezembro de 2021: Dama da Ordem do Leão de Ouro de Nassau

## Ancestrais
- Commons
- Commons